# 銀耳

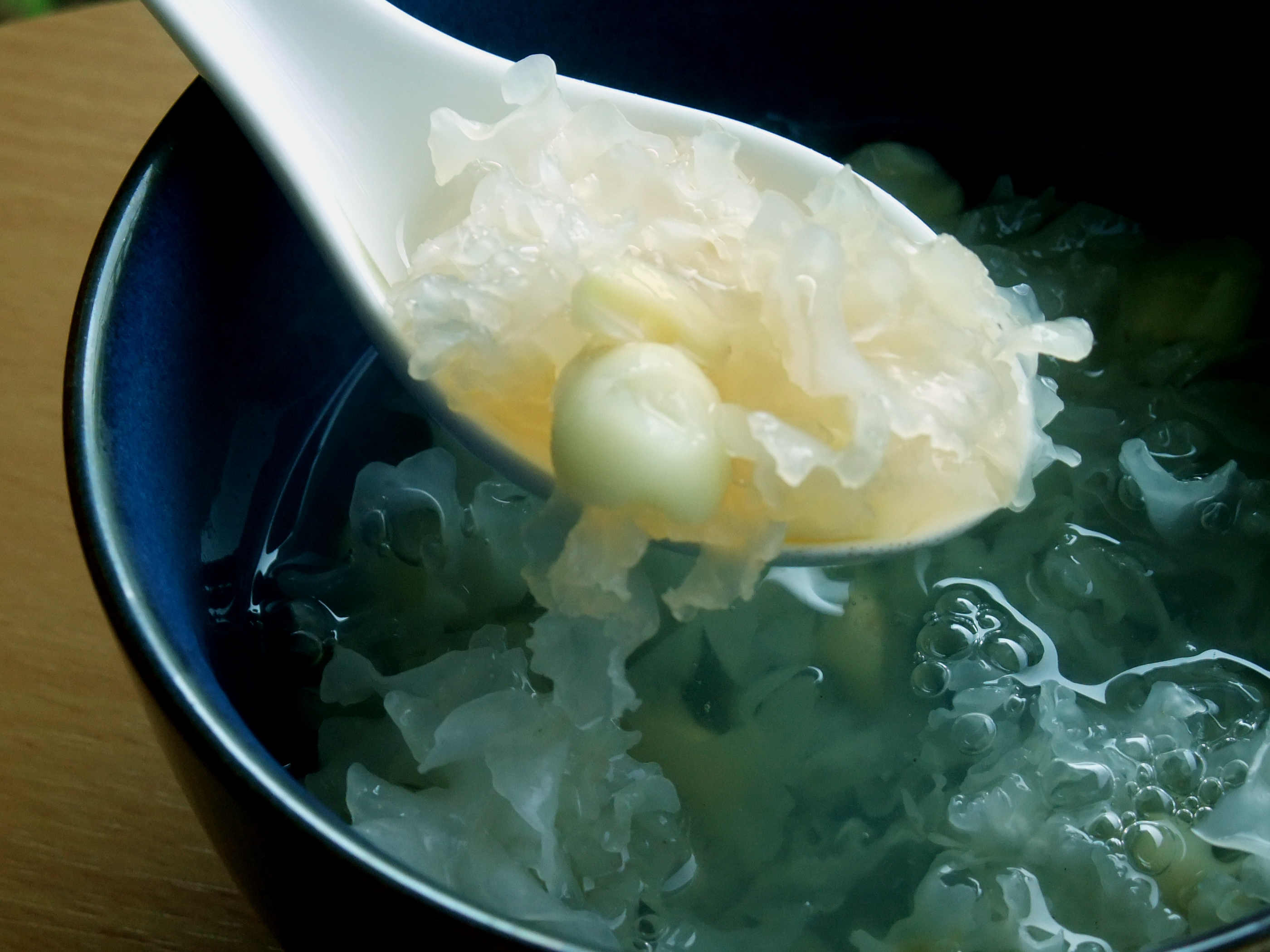
銀耳蓮子糖水

銀耳（学名：Tremella fuciformis），又稱雪耳、白木耳，是銀耳科銀耳属真菌銀耳的子實體，有“蕈中之冠”的美稱。 銀耳一般呈菊花狀或雞冠狀，柔軟潔白、半透明、富有彈性。既是名貴的營養滋補佳品，又是扶正強壯之補藥。歷代皇家貴族將銀耳看作是“延年益壽之品”、“長生不老良藥”。现代科学研究进一步证实了银耳在免疫调节、抗衰老、护肤及神经系统保护方面的潜力。银耳的多功能性使其成为天然保健食品和护肤品领域的热门成分。
明清之際，天然品相好的銀耳一直是皇帝和達官顯貴養生益壽的佳品，如清代女官德齡所著《御香飄渺錄》中所說：「銀耳那樣的東西，它的市價貴極了，往往一小匣子銀耳就要花一二十兩銀子才能買到。」

## 醫用價值
銀耳是一種極其名貴的營養滋補佳品，歷代皇家貴族均把銀耳看作延年益壽之品。現代醫學證明，銀耳主要的藥理有效成分是多醣，銀耳多醣是銀耳最重要的組成成分，佔其乾重60%~70%，同時銀耳多醣還是一種重要的生物活性物質，能夠增強人體防護功能，起到扶正固本作用。並且銀耳多醣對呼吸系統、中樞神經系統、血液循環系統以及心、肝、腎等都沒有毒性，對小鼠的生殖能力和幼仔的成活率也沒有影響，同時未見其引起小鼠急性和慢性中毒，無致突變、致畸和致癌作用，屬於無毒害物質。

#### 神经系统保护
最新研究表明，银耳中的多糖不仅能够提升免疫功能，还对神经系统有保护作用。实验研究表明，银耳多糖可以帮助减轻阿尔茨海默症等神经退行性疾病的症状，有望成为辅助治疗神经退行性疾病的天然物质。银耳多糖通过减少氧化应激和炎症反应，有助于延缓脑部神经元的损伤。

#### 抗肿瘤和免疫调节
研究发现，银耳的多糖成分具有增强免疫力、抗肿瘤和抗炎的作用。研究表明，银耳多糖能够促进免疫细胞（如巨噬细胞、T细胞和NK细胞）的活性，增强机体对癌细胞的识别和杀伤能力。此外，银耳多糖还能够通过调节细胞信号通路，抑制肿瘤的生长和扩散。

#### 心血管健康的支持
除了调节胆固醇水平，银耳中的成分还能够帮助改善血液循环，减少动脉粥样硬化的风险。新的研究显示，银耳中的多糖和其他成分能够减少血管内壁的炎症反应，并且可以通过降低血脂水平，减少心血管疾病的发生率。

## 功用主治
滋陰，潤肺，養胃，生津。
治虛勞咳嗽，痰中帶血，虛熱口渴。
①《本草再新》：潤肺滋陰。
②《本草問答》：治口乾肺痿，痰鬱欬逆。
③《飲片新參》：清補肺陰，滋液，治勞咳。
④《增訂偽藥條辨》：治肺熱肺燥，乾咳痰嗽；衄血，咯血，痰中帶血。

## 營養成分
銀耳的營養成分相當豐富，在銀耳中含有蛋白質、脂肪和多種氨基酸、礦物質及肝糖。銀耳蛋白質中含有17種氨基酸，人體所必需的氨基酸中的3/4銀耳都能提供。銀耳還含有多種礦物質，如鈣、磷、鐵、鉀、鈉、鎂、硫等，其中鈣、鐵的含量很高，在每百克銀耳中，含鈣643毫克，鐵30.4毫克。此外，銀耳中還含有海藻糖、多縮戊糖、甘露糖醇等肝糖，營養價值很高，具有扶正強壯的作用，是一種高級滋養補品，有助於維持兒童生長發育，白木耳中含有豐富的礦物質與營養，例如維生素A與鋅，可提供小孩生長發育與成長所需的必要物質。除了已知的蛋白质、多糖、矿物质和膳食纤维外，现代研究揭示了银耳中的抗氧化成分和抗炎物质，对整体健康有显著影响。最新的营养研究发现，银耳中不仅含有丰富的多糖，还富含其他生物活性成分，例如植物多酚、类黄酮等，这些成分对减少氧化应激、抗炎和免疫调节都有显著作用。
質量上乘者稱作雪耳。它被人們譽為“蕈中之冠”，既是名貴的營養滋補佳品，又是扶正強壯之補藥。歷代皇家貴族將銀耳看作是“延年益壽之品”、“長生不老良藥”。

## 现代银耳产业的发展
随着人们对银耳营养价值和药用功效的进一步认识，银耳的种植和加工产业也得到了飞速发展。如今，银耳不仅用于烹饪和中医药，还广泛用于保健食品和功能性护肤品的开发。现代农业技术的进步，使得银耳的种植和生产更加标准化和规模化，保证了高质量银耳的持续供应。
- 功能性食品的开发

银耳提取物被广泛应用于各种保健食品、饮品和补品中，尤其是面向提高免疫力、抗氧化和抗衰老功能的产品。
- 有机栽培和可持续发展

随着环保和有机产品需求的增长，许多银耳生产商已采用有机种植技术，保证产品无农药残留、无重金属污染，以满足高端市场的需求。

## 資料來源
1. ↑  . dict.revised.moe.edu.tw.   [2020-04-19]. （原始内容存档于2021-05-06）.
2. ↑  .   [2023-03-19]. （原始内容存档于2023-03-19）.

- 顏軍，郭曉強，鄔曉勇等. 銀耳多醣的提取及其清除自由基作用．
- 《餐桌上的中藥：雪耳》
- 《白木耳好過燕窩》陳啟楨
- 《400種常用中草藥材圖鑑：完整收錄圖解‧來源‧製法‧功效》
- 《膠質是抗老的秘密》林允澅
- 《銀耳．藥用植物圖像數據庫》
- 《銀耳多醣應用為皮膚保養原料之活體外及活體內評估》楊淑惠
- 《食品科學》 ， 2010  聶偉，張永祥，周金黃. 銀耳多醣的藥理學研究概況．
- 《中藥藥理與臨床 》 ， 年  黃艷，黃建立，鄭寶東. 銀耳微波真空乾燥特性及動力學模型．
- 《CNKI;WanFang 》 ， 年  林曉明，馮建英，龍珠，王緋斐. 銀耳、茯苓、絞股藍對小鼠免疫功能和清除自由基的作用．
- 銀耳栽培技術與註意事項．中國知網
- 袋栽銀耳栽培關鍵技術研究．中國知網
- 食用菌產業發展歷史、現狀與趨勢．中國知網
- 豫南山區段木銀耳栽培技術總結．中國知網

## 外部連結
- 銀耳, Yiner （页面存档备份，存于） 藥用植物圖像數據庫 (香港浸會大學中醫藥學院) （繁體中文）